# Ciències de la informació
|  | Per a altres significats, vegeu «periodisme». |

Les ciències de la informació (information science en anglès) tracten sobre la pràctica del processament d'informació i l'enginyeria dels sistemes d'informació. Estudien l'estructura, algoritmes, comportament i interaccions dels sistemes naturals i artificials que guarden, processen, accedeixen i comuniquen informació. També desenvolupen els seus propis fonaments conceptuals i teòrics i creen fonaments desenvolupats en altres camps. Una definició clàssica diu que és la ciència que te com a objecte d'estudi la producció, recol·lecció, organització, interpretació, emmagatzematge, recuperació, disseminació, transformació i ús de la informació.
En Ciències de la Informació constitueixen temes clau l'estudi dels conceptes com dada, informació, coneixements i saviesa, els quals se'ls organitza sota la forma d'una piràmide de menor a major complexitat, ubicant la saviesa en el punt mes alt i les dades a la base de la piràmide.
La dada és la unitat mínima d'informació, seria per exemple l'altura d'una muntanya. El conjunt de dades formen l'informació, d'aquesta manera, seguint amb l'exemple de la muntanya, les dades de l'altura, la temperatura, d'humitat, la pressió atmosfèrica, etc., constituirien informació meteorològica relacionada amb la muntanya, aquesta informació, quan és processada per l'ésser humà, que l'entén i la pot relacionar amb alta informació ja adquirida com per exemple, informació sobre equipament d'escalada, ens pot ajudar a prendre decisions sobre cóm s'hauria d'escalar o en quin moment de l'any, etc. Aquesta informació processada i entesa que serveix per prendre decisions es considera coneixement. La saviesa per la seva part, consisteix en jutjar correctament el cóm, quan, on i amb quin objectiu fer servir el coneixement adquirit, en l'exemple anterior, podria ser si al coneixement especific d'anar a escalar-la, agreguem un element de bona intenció i consideració, com pensar en si aquesta acció produirà un efecte positiu en les generacions de joves, o pel contrari, els animarà a realitzar activitats perilloses.
Des de l'arribada dels ordinadors, els individus i les organitzacions cada vegada més processen la informació de manera digital. Això ha portat a l'estudi de la informació que té aspectes computacionals, cognitius i socials, incloent l'estudi de l'impacte social de les tecnologies de la informació.
Les disciplines que inclouen les ciències de la informació són: la museologia, la biblioteconomia, la documentació i l'arxivística.
No s'ha de confondre el terme ciències de la informació amb Teoria de la informació o Biblioteconomia, ja que el primer fa referència a la branca de la teoria matemàtica de la probabilitat i l'estadística que estudia la informació i tot el relacionat amb aquesta, és a dir els canals, la compressió de dades, la criptografia i d'altres temes relacionats. Mentre que el terme Biblioteconomía fa referència a la disciplina que estudia l'organització i l'administració de les biblioteques. La ciència de la informació, per la seva banda, tracta de tots els processos i tècniques del cicle de la vida de la informació, incloent la captura, la generació, l'envasat, la difusió, la transformació, la refinació, l'ús, l'emmagatzematge, la comunicació, la protecció, la presentació, etc.